# David Moyes
David William Moyes /mɔɪz/ (* 25. dubna 1963 Glasgow) je bývalý skotský fotbalista a současný fotbalový trenér. Mezi jeho předešlé trenérské štace patří týmy Preston North End, Everton, Manchester United a Real Sociedad. Moyes byl v letech 2003, 2005 a 2009 zvolen trenérem roku anglické Premier League. Nyní působí jako trenér Everton FC.

## Klubová kariéra
Moyes odehrál přes 540 ligových utkání ve své hráčské kariéře, kterou odstartoval ve skotském Celticu, se kterým získal v sezóně 1981/82 ligový titul. Poté hrál za anglické kluby Cambridge United, Bristol City a Shrewsbury Town, následně se vrátil na tři roky do Skotska, kde hrával v dresu Dunfermline Athletic a Hamiltonu, než se přesunul do Prestonu North End, kde v roce 1998 ukončil aktivní hráčskou kariéru. Stal se asistentem trenéra v Prestonu, a ještě v roce 1998 se ujal funkce hlavního trenéra klubu. Moyes dovedl Preston k titulu v Division Two v sezóně 1999/0 a do finále play-off Division One v následující sezóně.

## Trenérská kariéra
Moyes vystřídal Waltera Smithe na lavičce Evertonu v březnu 2002. V sezóně 2004/05 dovedl klub ke čtvrtému místu v lize, což bylo nejlepší umístění od roku 1988, a k postupu do předkola Ligy mistrů UEFA. V následující sezóně se Everton zúčastnil nejprestižnější pohárové soutěže UEFA od roku 1971. Moyes dovedl Everton do finále FA Cupu 2008/09. Everton se pod Moyesem stabilně umísťoval mezi pátým a osmým místem v lize a v době jeho odchodu, byl nejdéle sloužícím trenérem v lize za Sirem Alexem Fergusonem a Arsènem Wengerem, když na lavičce Evertonu strávil 11 let a 3 měsíce.
V červnu 2013 nahradil Fergusona na pozici manažera Manchesteru United, z funkce byl po 10 měsících vyhozen, když se Rudí ďáblové trápili až na sedmém místě v lize. Moyes byl následně jmenován manažerem španělského Realu Sociedad v listopadu 2014, ale byl znovu po necelém roce vyhozen. V červenci 2016 nahradil Sama Allardyce na lavičce Sunderlandu, ale na konci sezóny 2016/17 rezignoval na svůj post poté, co klub sestoupil do EFL Championship.
Moyes byl jmenován manažerem West Hamu v listopadu 2017 a dovedl klub ze sestupových příček až na 13. místo, ale odešel na konci sezóny, když mu nebyla prodloužena smlouva. V prosinci 2019 se podruhé stal manažerem West Ham United, a to po vyhození Manuela Pellegriniho. V září 2020 u něj byla potvrzena nákaza nemocí covid-19, kvůli níž nemohl vést West Ham ani v ligovém zápase s Wolves, ani v utkáních Ligového poháru proti Hullu a Evertonu. V sezóně 2020/21 dovedl Moyes West Ham k rekordnímu celkovému počtu bodů v Premier League, s 65 body skončil londýnský celek na konečném šestém místě a kvalifikoval se do Evropské ligy UEFA 2021/22.

## Trenérské statistiky
| Tým               | Od                 | Do                | Statistiky | Statistiky | Statistiky | Statistiky | Statistiky | Ref.   |
| Tým               | Od                 | Do                | Zápasy     | Výhry      | Remízy     | Prohry     | % Výhry    | Ref.   |
| ----------------- | ------------------ | ----------------- | ---------- | ---------- | ---------- | ---------- | ---------- | ------ |
| Preston North End | 12. ledna 1998     | 14. března 2002   | 234        | 112        | 60         | 62         | 47,86      | [ 21 ] |
| Everton           | 14. března 2002    | 30. června 2013   | 518        | 218        | 139        | 161        | 42,08      | [ 21 ] |
| Manchester United | 1. července 2013   | 22. dubna 2014    | 51         | 27         | 9          | 15         | 52,94      | [ 22 ] |
| Real Sociedad     | 10. listopadu 2014 | 9. listopadu 2015 | 42         | 12         | 15         | 15         | 28,57      | [ 21 ] |
| Sunderland        | 23. července 2016  | 22. května 2017   | 43         | 8          | 7          | 28         | 18,60      | [ 21 ] |
| West Ham United   | 7. listopadu 2017  | 13. května 2018   | 31         | 9          | 10         | 12         | 29,03      | [ 21 ] |
| West Ham United   | 29. prosince 2019  | Současnost        | 82         | 40         | 17         | 25         | 48,78      | [ 21 ] |
| Celkem            | Celkem             | Celkem            | 1001       | 426        | 257        | 318        | 42,56      |        |

## Ocenění

### Hráčské

#### Celtic
- Scottish Premiership: 1981/82

#### Bristol City
- EFL Trophy: 1985/86

#### Preston North End
- Football League Third Division: 1995/96

### Trenérské

#### Preston North End
- Football League Second Division: 1999/00[23]

#### Manchester United
- Community Shield: 2013[23]

#### Individuální
- Trenér sezóny Premier League: 2002/03, 2004/05, 2008/09[24]
- Trenér měsíce Premier League: listopad 2002, září 2004, leden 2006, únor 2008, únor 2009, leden 2010, březen 2010, říjen 2010, září 2012, březen 2013[25]